# Pedra Branca
La Pedra Branca (anteriormente conocidas por Malasia Pulau Batu Puteh y ahora como Batu Puteh) es una isla apartada de Singapur. El nombre significa "Piedra blanca" en portugués, y se refiere al blanquecino guano (excremento de aves) depositado en la roca. Posee 8560 metros cuadrados (0.85 hectáreas o 0.008 kilómetros cuadrados) y es el punto más oriental y alejado de Singapur.
En 2021 el gobierno de Singapur anuncio planes para expandir la isla de forma artificial hasta unas 7 hectáreas.

## Etimología
Pedra Branca significa "Piedra Blanca" en portugués, y hace referencia al guano blanquecino (excrementos de aves) depositado en la roca por el charrán patinegro, que utilizaba la isla como lugar de anidamiento. Este nombre se utiliza tanto en la prensa en inglés como en malayo en Singapur. Malasia se refería anteriormente a la isla como Pulau Batu Puteh, que significa "isla de roca blanca" en malayo, pero el Gobierno de Malasia decidió posteriormente eliminar la palabra Pulau ("Isla"). En agosto de 2008, el ministro de Asuntos Exteriores, Rais Yatim, declaró que Malasia consideraba que este accidente marítimo no cumplía los criterios internacionalmente reconocidos de una isla, es decir, tierra habitada por seres humanos con actividad económica.
La isla se conoce en mandarín como Baijiao (chino: 白礁; pinyin: báijiāo), que significa "arrecife blanco" El nombre tamil es பெட்ரா பிராங்கா, transliteración de Pedra Branca.

## Historia
Pedra Branca ha sido conocido por los marineros durante siglos. Era originalmente parte del territorio del Sultanato de Johor, que fue fundada en 1528, y permaneció bajo el sultanato de Johor nuevamente bajo la esfera de influencia inglesa tras la firma del tratado anglo-neerlandés de 1824 entre el Reino Unido y los Países Bajos. Entre 1850 y 1851, los británicos construyeron el faro Horsburgh en la isla sin informar a las autoridades Johor de su decisión de hacerlo o pedir su consentimiento para su edificación. A partir de entonces, la isla fue administrada por el Reino Unido y su sucesor, Singapur. El 21 de septiembre de 1953, el Secretario de Estado interino de Johor, en respuesta a una pregunta formulada por el Secretario de las Colonias de Singapur sobre la situación de la isla, declaró que "el Gobierno Johor no reclama la propiedad de Pedra Branca".
El 21 de diciembre de 1979 Malasia publicó un mapa que mostraba la isla dentro de sus aguas territoriales. Esto desató una disputa territorial de 29 años, que, junto con la cuestión de la soberanía sobre las rocas marítimas cercanas de Middle Rocks y de South Ledge, se presentó a la Corte Internacional de Justicia (CIJ) para su resolución. El 23 de mayo de 2008, la Corte Internacional de Justicia dictaminó que Pedra Branca se encuentra bajo la soberanía de Singapur.
Aunque la isla había estado originalmente bajo la soberanía del sultanato de Johor, el Reino Unido que colonizo el área y Singapur que heredó su posesión habían llevado a cabo diversos actos de soberanía en el ámbito de la isla. El fracaso de Malasia y sus predecesores para responder a estos actos de ocupación, y otras acciones que demostraron su reconocimiento de la soberanía de Singapur sobre la isla. Por otra parte, Middle Rocks sigue siendo parte del territorio de Malasia, sin que Singapur haya manifestado ningún reclamo de soberanía en el ámbito de la misma. El Tribunal no se pronunció definitivamente sobre las rocas restantes de South Ledge, sólo declarando que pertenecen al estado en cuyas aguas territoriales se encuentran. Malasia y Singapur han establecido lo que han llamado el Comité Técnico Conjunto para delimitar la frontera marítima en la zona de Pedra Branca y Middle Rocks, y para determinar la propiedad de South Ledge.

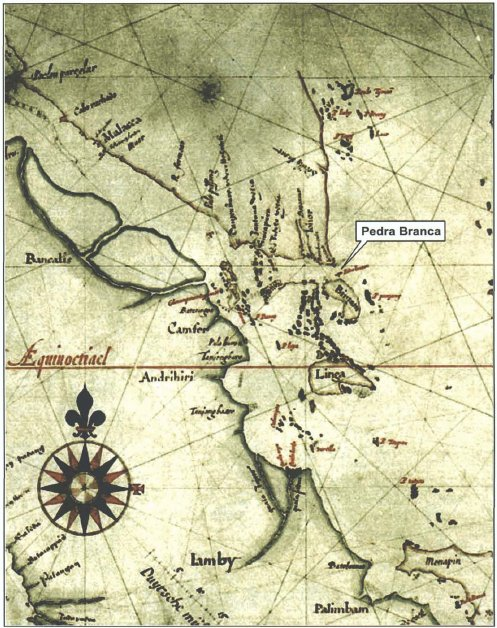
Mapa de la isla de 1620

## Geografía
La isla consiste en un pequeño afloramiento de rocas de granito con una superficie de unos 3,300 metros cuadrados (35,520 pies cuadrados) con marea alta. Durante la marea baja mide, en su parte más larga, 137 metros (449 pies) y tiene una anchura media de 60 metros (200 pies) para un área de 8,560 metros cuadrados (92,100 pies cuadrados). Está situado a 1°19'48"N y 104°24'27"E, donde el estrecho de Singapur se reúne con el Mar de China. Hay dos elementos marítimas cerca de Pedra Branca. «Middle Rocks» (Rocas del medio), bajo la soberanía de Malasia, que se compone de dos grupos de pequeñas rocas a unos 250 metros (820 pies) de distancia 0.6 millas náuticas situadas (1.1 km; 0.7 millas) al sur de Pedra Branca y «South Ledge», que está a 2.2 millas náuticas (4.1 km; 2.5 millas) al sursudoeste de Pedra Branca, y que es una formación rocosa visible sólo cuando la marea baja.